# Hadrodactylus tibialis
Hadrodactylus tibialis är en stekelart som först beskrevs av William Harris Ashmead 1902.  Hadrodactylus tibialis ingår i släktet Hadrodactylus och familjen brokparasitsteklar. Inga underarter finns listade i Catalogue of Life.